# Humboldt Sink

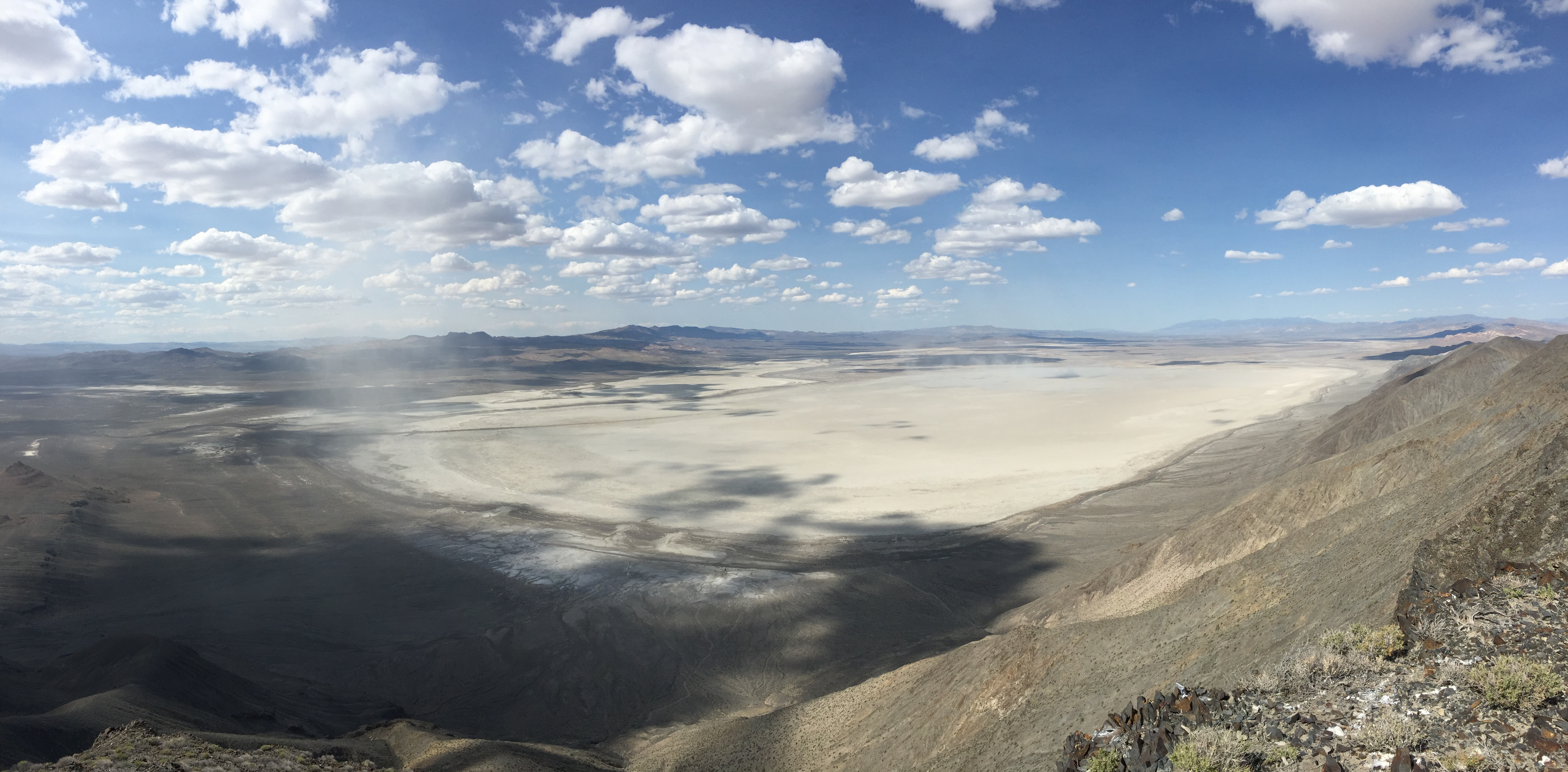
Humboldt Sink

Die Humboldt Sink (Humboldt-Senke), benannt nach Alexander von Humboldt, ist ein abflussloses Talbecken im Nordwesten des US-Bundesstaates Nevada. In der Senke befindet sich der Humboldt Lake (Humboldtsee), Endpunkt des Humboldt River; je nach Wetter und Jahreszeit variiert der Wasserstand. Die Senke ist etwa 11 Meilen (18 km) lang und 4 Meilen (6 km) breit. Sie ist, wie auch andere Senken und Seen in der Umgebung, ein Überrest des prähistorischen Lake Lahontan, der nach der letzten Eiszeit vor etwa 12.500 Jahren den unteren Bereich des Humboldt-River-Beckens bedeckte.
Die Humboldt Sink lag auf dem California Trail, auf dem die ersten Siedler und Goldsucher Mitte des 19. Jahrhunderts nach Kalifornien zogen. Die Gegend um die Humboldt Sink war unter dem Namen Forty Mile Desert berüchtigt und gefürchtet. Der California Trail folgte dem Humboldt River, der in der Humboldt Sink endet. Die nächsten 40 Meilen (64 km) bis zum Carson River oder dem Truckee River führten die Siedler durch Wüste ohne Trinkwasser, bevor das Gebirge der Sierra Nevada zu überqueren war.
Die Gegend war schon lange vorher besiedelt. Die Lovelock Cave wurde bereits seit über 2000 Jahren v. Chr. von Menschen benutzt. Archäologische Funde belegen, dass Ureinwohner während feuchterer Wetterperioden in der Humboldt Sink jagten und fischten.
Die Humboldt Sink liegt im Westen des Großen Beckens (Great Basin) zwischen dem westlichen Humboldtgebirge (West Humboldt Range) im Südosten und dem Trinity Range im Nordwesten, an der Grenze zwischen dem Pershing County und dem Churchill County in Nevada, etwa 50 Meilen (80 km) nordöstlich von Reno. Die Interstate 80 von New Jersey nach Kalifornien verläuft entlang der nordwestlichen Seite der Senke.
Das Becken hat keinen natürlichen Abfluss. Ein Kanal zum Carson River wurde 1984 gegraben, um die Interstate 80 vor Überschwemmungen nach der Schneeschmelze zu schützen. Die Humboldt Sink steht als Rastplatz zahlreicher Zugvögel unter Naturschutz.